# پیوه سن جاکومو
پیوه سن جاکومو (به ایتالیایی: Pieve San Giacomo) یک کومونه در ایتالیا است که در استان کریمونا واقع شده‌است. پیوه سن جاکومو ۱۴٫۹ کیلومتر مربع مساحت و ۱٬۵۰۱ نفر جمعیت دارد.